# Công quốc Troppau
Thân vương quốc Opava (tiếng Séc: Opavské knížectví; tiếng Ba Lan: Księstwo Opawskie) hay Công quốc Troppau (tiếng Đức: Herzogtum Troppau) là một lãnh thổ lịch sử được tách ra khỏi Phiên địa Bá quốc Moravia trước năm 1269 bởi Vua Ottokar II của Bohemia để trao lại cho con trai ruột của ông, Nicholas I. Do đó, lãnh thổ Opava không phải là một phần của Công quốc Silesia gốc Ba Lan vào năm 1138, và lần đầu tiên được cai trị bởi một nhánh bất hợp pháp của triều đại Bohemian Přemyslid, không phải bởi triều đại Piast như Các công quốc Silesia lân cận. Thủ đô của nó là Opava (Troppau) thuộc Cộng hòa Séc ngày nay.
Từ năm 1337 trở đi, các công tước Přemyslid cũng cai trị Công quốc Racibórz liền kề, sau đó Opava thống nhất với các vùng đất Thượng Silesia. Khi nhánh Opava tuyệt tự vào năm 1464, nó rơi trở lại Vương quyền Bohemian, từ năm 1526 là một phần của chế độ quân chủ Habsburg. Trong 3 thế kỷ tồn tại cuối cùng, công quốc được cai trị bởi Nhà Liechtenstein. Nó đã bị giải thể với Đế quốc Áo-Hung vào năm 1918, nhưng tước hiệu Công tước Troppau và Jägerndorf vẫn tồn tại, thuộc về người trị vì Thân vương quốc Liechtenstein ngày nay, Thân vương Hans-Adam II.